# 化鲸
化鲸是日本的海洋怪物或妖怪。外观只有白色的骨架，又称骨鲸（ほねくじら）。

## 传说
在日本大量捕杀鲸鱼的时代，化鲸是流传于出云国的传说妖怪。一则故事是说在某个雨夜，一个白色的物体靠近了海岸。渔夫们凑近去看，发现它好像是一条鲸鱼，于是想将它捕获并杀死。可是，试了几下鱼叉居然没有划痕。

## 註解
1. ↑  水木茂. . 講談社+α文庫. 講談社. 1984: 373頁. ISBN 9784062560498 （日语）.
2. ↑  水木しげる. . 朝日新聞社. 1994: 134–135頁. ISBN 978-4-022-58572-1 （日语）.

化鲸，是日本神系的传说海兽，虽然体型巨大，但其实并没有什么攻击力